# Townsend Center

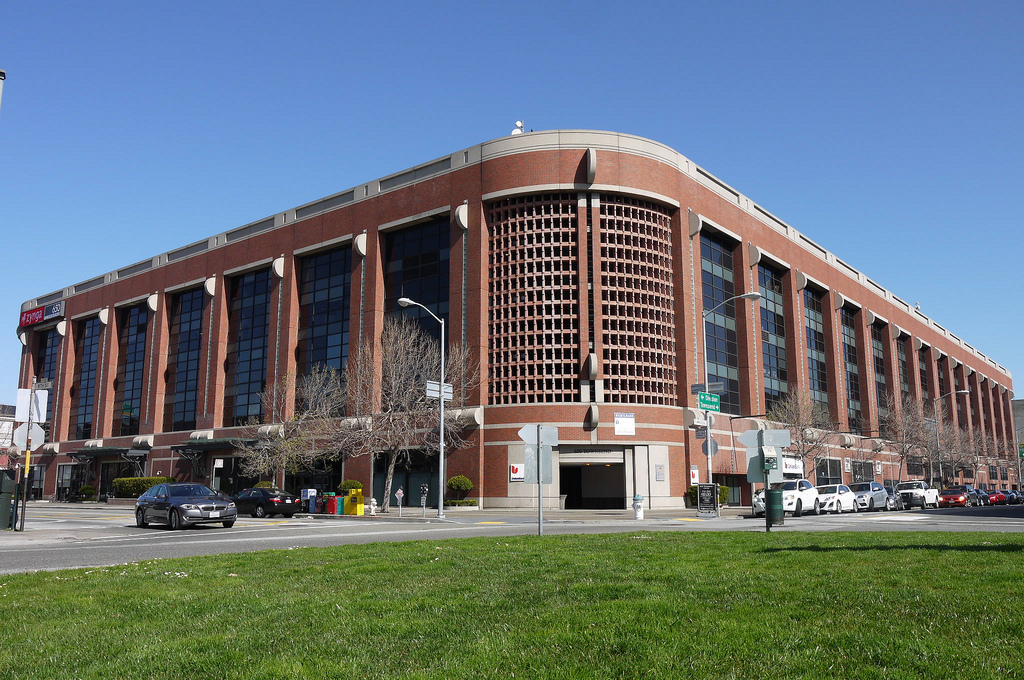
Das Townsend Center, Zentrale von Zynga in San Francisco

Das Townsend Center ist ein Bürogebäude im Stadtteil South of Market der amerikanischen Stadt San Francisco (Kalifornien). Es ist Sitz des Spielesoftwareherstellers Zynga.

## Geschichte
Das sechsstöckige Bürogebäude wurde im Jahr 1990 auf dem etwa 14.000 m² großen Grundstück 699 8th Street/650 Townsend Street errichtet. Entworfen wurde es von dem Architekten John Portman als Modemarkt für Bekleidungsgroßhändler.
Als das Gebäude zu 98 % leer stand, erwarb es im April 1996 die Immobilieninvestmentgesellschaft Rabin zusammen mit Partnern für 26,5 Millionen US-Dollar und positionierte es neu als städtischen High-Tech-Bürocampus. Innerhalb der nächsten beiden Jahre wurde die Immobilie während des Dotcom-Booms vollständig an Multimediaunternehmen vermietet, darunter Sega, Macromedia, Shockwave, Ziff Davis und Tech TV.
Im August 2006 verkauften Rabis & Partner das Gebäude für 117 Millionen US-Dollar an TMG und Farallon. TMG vermietete die Liegenschaft später an Zynga, die etwa 65 % der Fläche belegten, und verkaufte sie 2012 für 228 Millionen US-Dollar an Zynga. Im Juli 2019 verkaufte Zynga das Gebäude für etwa 602 Millionen US-Dollar an Beacon Capital Partners.